# THQ Nordic
THQ Nordic (ранее Nordic Games) — европейская компания-издатель компьютерных игр; крупнейшая из дочерних компаний шведской холдинговой компании Embracer Group. Главный офис THQ Nordic находится в Вене (Австрия). Как материнская, так и дочерняя компании были созданы шведским предпринимателем Ларсом Вингефорсом и первоначально носили общее название Nordic Games; позднее с приобретением товарного знака THQ у обанкротившейся одноименной американской компании и та, и другая были переименованы в THQ Nordic. Портфель интеллектуальной собственности австрийской THQ Nordic состоял в первую очередь из продуктов и брендов, скупленных у других крупных издателей, в том числе JoWooD Entertainment, DreamCatcher Interactive, THQ, Digital Reality и NovaLogic; за последующие годы работы она также создала или приобрела у других издателей ряд студий по разработке компьютерных игр, включая Bugbear Entertainment, HandyGames, Gunfire Games — эти студии работают как дочерние компании THQ Nordic.

## История

Первоначальный логотип компании (2011—2016)

Шведский предприниматель Ларс Эрик Олаф Вингерфорс основал компанию Nordic Games в 2011 году.
В июне 2011 Nordic Games приобрела все активы JoWooD Entertainment, включая подразделение Quantic Lab.
В апреле 2013 года компания выкупила у обанкротившегося издательства THQ права на серии Darksiders, Red Faction и MX vs. ATV, данная сделка обошлась студии в $4,9 млн. Позднее в 2013 году компания приобрела права на владение торговыми марками Desperados и Silver у издательства Atari.
12 августа 2016 года было объявлено о переименовании Nordic Games в THQ Nordic.
9 июля 2018 года THQ Nordic объявила о переходе HandyGames и всей её интеллектуальной собственности под свой контроль. Все сотрудники компании сохранили свои рабочие места.

## Студии THQ Nordic

### Действующие
- Grimlore Games в Мюнхене (Германия), основана в 2013 году[6].
- Mirage Game Studios в Карлстаде (Швеция); основана в 2016 году[7]
- Black Forest Games в Оффенбурге (Германия); основана в 2012 году, приобретена в 2017 году[8].
- Experiment 101 в Стокгольме (Швеция); основана в 2015 году, приобретена в 2017 году[9].
- Bugbear Entertainment в Хельсинки (Финляндия); основана в 2000 году, приобретена в 2018 году[10].
- Gunfire Games в Остине, Техас (США); основана в 2014 году, приобретена в 2019 году[11].
- Alkimia Interactive в Барселоне (Испания); основана в 2018 году.
- Ashborne Games в Брно (Чехия); основана в 2020 году.[12]
- Nine Rocks Games в Братиславе (Словакия); основана в 2020 году[13].
- Kaiko в Франкфурте (Германия); основана в 1990 году, приобретена в 2021 году[14]
- Appeal Studio в Бельгии; основана в 1995 году, приобретена в 2021 году[14]
- Gate 21 d.o.o. в Сараево (Босния и Герцеговина); основана в 2021 году[14]
- THQ Nordic France SAS во Франции; основана в 2021 году[14]

### Распущенные
- Pieces Interactive в Шёвде (Швеция); основана в 2007 году, приобретена в 2017 году и закрыта в июне 2024 года[15][16].

- Piranha Bytes в Эссен (Германия); основана в 1997 году, приобретена в 2019 году и закрыта в июне 2024 года[17][18].
- Rainbow Studios в Финиксе, штат Аризона (США); основана в 1986 году и приобретена в 2013 году. Была выкуплена руководством компании в 2024 году, вследствие чего она стала независимой[19].
- Campfire Cabal в Копенгагене (Дания); основана внутри THQ Nordic в 2022 году и закрыта в августе 2023 года[20].

## Список изданных игр
| Год  | Название                                                     | Жанр                                     | Платформа(ы)                                                                           | Разработчик(и)              |
| ---- | ------------------------------------------------------------ | ---------------------------------------- | -------------------------------------------------------------------------------------- | --------------------------- |
| 2015 | Darksiders II: Deathinitive Edition                          | Hack and slash, платформер               | PC (Windows), PlayStation 4, Xbox One                                                  | Kaiko                       |
| 2015 | Legend of Kay Anniversary                                    | Action-adventure, платформер             | ПК (Windows, macOS), PlayStation 3, PlayStation 4, Wii U                               | Kaiko                       |
| 2016 | Darksiders: Warmastered Edition                              | Hack and slash, платформер               | ПК (Windows), PlayStation 4, Xbox One, Wii U                                           | Kaiko                       |
| 2016 | This is the Police                                           | Стратегия                                | ПК (Windows, macOS, Linux), PlayStation 4, Xbox One                                    | Weappy Studio               |
| 2017 | Sine Mora EX                                                 | Shoot'em'up                              | ПК (Windows), PlayStation 4, Xbox One, Nintendo Switch                                 | Gyroscope Games             |
| 2017 | Battle Chasers: Nightwar                                     | Action RPG                               | ПК (Windows), PlayStation 4, Xbox One, Nintendo Switch                                 | Airship Syndicate           |
| 2017 | The Guild 3                                                  | Экономический симулятор                  | ПК (Windows)                                                                           | GolemLabs                   |
| 2017 | ELEX                                                         | Action RPG                               | ПК (Windows), PlayStation 4, Xbox One                                                  | Piranha Bytes               |
| 2017 | Black Mirror                                                 | Квест                                    | ПК (Windows), PlayStation 4, Xbox One                                                  | KING Art Games              |
| 2017 | SpellForce 3                                                 | RPG                                      | ПК (Windows)                                                                           | Grimlore Games              |
| 2018 | MX vs. ATV: All Out                                          | Автосимулятор                            | ПК (Windows), PlayStation 4, Xbox One                                                  | Rainbow Studios             |
| 2018 | Wreckfest                                                    | Гонки на выживание                       | ПК (Windows), PlayStation 4, Xbox One                                                  | Bugbear Entertainment       |
| 2018 | Red Faction: Guerrilla — Re-Mars-Tered                       | Шутер от третьего лица                   | ПК (Windows), PlayStation 4, Xbox One                                                  | Kaiko                       |
| 2018 | This is the Police 2                                         | Стратегия                                | ПК (Windows, macOS, Linux), PlayStation 4, Xbox One                                    | Weappy Studio               |
| 2018 | Darksiders III                                               | Action-adventure                         | ПК (Windows), PlayStation 4, Xbox One                                                  | Gunfire Games               |
| 2019 | Darksiders Genesis                                           | Action-adventure                         | ПК (Windows), PlayStation 4, Xbox One                                                  | Airship Syndicate           |
| 2019 | Gothic Playable Teaser                                       | Action RPG                               | ПК (Windows)                                                                           | THQ Nordic Barcelona Studio |
| 2020 | Destroy All Humans!                                          | Action-adventure                         | ПК (Windows), PlayStation 4, Xbox One                                                  | Black Forest Games          |
| 2020 | SpongeBob SquarePants: Battle for Bikini Bottom — Rehydrated | Action-adventure, платформер             | ПК (Windows), PlayStation 4, Xbox One                                                  | Purple Lamp Studios         |
| 2020 | Desperados III                                               | Тактика в реальном времени               | ПК (Windows), PlayStation 4, Xbox One                                                  | Mimimi Games                |
| 2020 | Aquanox: Deep Descent                                        | Action-adventure                         | ПК (Windows)                                                                           | Digital Arrow               |
| 2020 | Kingdoms of Amalur: Re-Reckoning                             | Action RPG                               | ПК (Windows), PlayStation 4, Xbox One                                                  | Kaiko                       |
| 2020 | Biomutant                                                    | Action-adventure                         | ПК (Windows), PlayStation 4, Xbox One                                                  | Experiment 101              |
| 2020 | SpellForce 3: Fallen God                                     | RPG                                      | ПК (Windows)                                                                           | Grimlore Games              |
| 2022 | SuperPower 3                                                 | Глобальная стратегия                     | ПК (Windows)                                                                           | Golem Labs                  |
| 2022 | ELEX 2                                                       | Action RPG                               | ПК (Windows), PlayStation 5, PlayStation 4, Xbox Series X/S, Xbox One                  | Piranha Bytes               |
| 2022 | Destroy All Humans! 2 — Reprobed                             | Шутер от третьего лица                   | ПК (Windows), PlayStation 5, Xbox Series X/S                                           | Black Forest Games          |
| 2023 | Jagged Alliance 3                                            | Пошаговая тактика                        | ПК (Windows)                                                                           | Haemimont Games             |
| 2023 | SpellForce: Conquest of Eo                                   | Стратегия, RPG                           | ПК (Windows), PlayStation 5, Xbox Series X/S                                           | Grimlore Games              |
| 2023 | Last Train Home                                              | Стратегия в реальном времени             | ПК (Windows)                                                                           | Ashborne Games              |
| 2024 | Outcast: A New Beginning                                     | Action-adventure, Шутер от третьего лица | ПК (Windows), PlayStation 5, Xbox Series X/S                                           | Appeal Studios              |
| 2024 | Titan Quest II                                               | Hack and slash                           | ПК (Windows), PlayStation 5, Xbox Series X/S                                           | Grimlore Games              |
| 2024 | Disney Epic Mickey: Rebrushed                                | Action-Adventure                         | ПК (Windows), PlayStation 5, PlayStation 4, Xbox Series X/S, Xbox One, Nintendo Switch | Purple Lamp                 |
| TBA  | Gothic 1 Remake                                              | Action RPG                               | TBA                                                                                    | Alkimia Interactive         |